# Nati il 29 agosto

## XIV secolo(2)
- 1321 - Giovanni d'Artois, nobile († 1387)
- 1347 - John Hastings, II conte di Pembroke, militare inglese († 1375)

## XV secolo(1)
- 1434 - Janus Pannonius, vescovo cattolico, poeta e umanista ungherese († 1472)

## XVI secolo(7)
- 1514 - García Álvarez de Toledo y Osorio, militare, politico e nobile spagnolo († 1577)
- 1540 - Elisabetta di Brandeburgo-Küstrin, principessa tedesca († 1578)
- 1546 - Dorotea di Danimarca, principessa danese († 1617)
- 1565 - Agostino Ciampelli, pittore italiano († 1630)
- 1576 - Antonio de' Medici, nobile italiano († 1621)
- 1587 - Tommaso Orsolino, scultore italiano († 1675)
- 1595 - Gioacchino Ernesto di Schleswig-Holstein-Sonderburg-Plön, nobile danese († 1671)

## XVII secolo(12)
- 1619 - Jean-Baptiste Colbert, politico e economista francese († 1683)
- 1625 - Juan Bautista Diamante, drammaturgo spagnolo († 1687)
- 1628 - Giuseppe Artale, scrittore italiano († 1679)
- 1631 - Enrico Noris, storico e cardinale italiano († 1704)
- 1632 - John Locke, filosofo, pedagogista e medico inglese († 1704)
- 1662 - Alvise III Mocenigo, militare italiano († 1732)
- 1664 - Giuseppe Torretti, scultore e intagliatore italiano († 1743)
- 1665 - Giuseppe Antonio Davanzati, patriarca cattolico italiano († 1755)
- 1679 - Franz Konrad von Stadion und Thannhausen, vescovo cattolico tedesco († 1757)
- 1686 - Luigi Centurione, gesuita italiano († 1757)
- 1697 - Adalbert II von Walderdorff, vescovo cattolico e abate tedesco († 1759)
- 1699 - Mastani, indiana († 1740)

## XVIII secolo(41)
- 1701 - Felix Anton Scheffler, pittore tedesco († 1760)
- 1708 - Olof von Dalin, poeta e storico svedese († 1763)
- 1709 - Jean-Baptiste-Louis Gresset, poeta e drammaturgo francese († 1777)
- 1714 - Federica Luisa di Prussia, nobile († 1784)
- 1721 - Henry Ellis, politico e esploratore britannico († 1806)
- 1724 - Giovanni Battista Casti, poeta e librettista italiano († 1803)
- 1725 - Charles Townshend, politico britannico († 1767)
- 1726 - Guglielmo d'Assia-Philippsthal, nobile († 1810)
- 1728 - Maria Anna Sofia di Sassonia († 1797)
- 1730 - Aleijadinho, scultore, intagliatore e architetto brasiliano († 1814)
- 1746 - Luigi Camillo Goltieri, abate e educatore italiano († 1818)
- 1756 - Heinrich Bellegarde, generale e politico austriaco († 1845)
- 1756 - Jan Śniadecki, matematico e astronomo polacco († 1830)
- 1758 - Franz Anton von Hartig, diplomatico, storico e geografo austriaco († 1797)
- 1758 - Corentin-Urbain Leissègues, ammiraglio francese († 1832)
- 1759 - Martial Herman, politico francese († 1795)
- 1763 - Giuseppe Guidicini, ingegnere e storico italiano († 1837)
- 1765 - Jean-Baptiste Cervoni, generale francese († 1809)
- 1768 - Ignazio Laugier, avvocato e politico italiano († 1811)
- 1769 - Rose-Philippine Duchesne, religiosa francese († 1852)
- 1770 - Luigi Guglielmo d'Assia-Homburg, nobile († 1839)
- 1773 - Raphael Georg Kiesewetter, scrittore e musicista ceco († 1850)
- 1776 - François Marie Daudin, zoologo e naturalista francese († 1803)
- 1776 - Georg Friedrich Treitschke, librettista e entomologo tedesco († 1842)
- 1777 - Iakinf Bičurin, monaco cristiano, filologo e traduttore russo († 1853)
- 1779 - Juan Bautista Bustos, militare e politico argentino († 1830)
- 1780 - Jean-Auguste-Dominique Ingres, pittore francese († 1867)
- 1780 - Richard Rush, politico statunitense († 1859)
- 1783 - William Tierney Clark, ingegnere britannico († 1852)
- 1785 - Harriet Cavendish, nobildonna inglese († 1862)
- 1785 - Philipp Lorenz Geiger, chimico, farmacista e antropologo tedesco († 1836)
- 1786 - Luigi Picchianti, chitarrista e critico musicale italiano († 1864)
- 1787 - Giovanni Tebaldi, pittore italiano
- 1790 - Leopoldo di Baden, sovrano tedesco († 1852)
- 1794 - Léon Cogniet, pittore francese († 1880)
- 1795 - Marie-Auguste Fabre des Essarts, vescovo cattolico francese († 1850)
- 1795 - François-Edmée Ricois, pittore francese († 1881)
- 1798 - Edward Eliot, III conte di St. Germans, diplomatico e politico inglese († 1877)
- 1798 - Alessandro Macioti, arcivescovo cattolico e diplomatico italiano († 1859)
- 1799 - Anastasio Cocco, scienziato italiano († 1854)
- 1799 - Giovanni de Foresta, magistrato, avvocato e politico italiano († 1872)

## XIX secolo(158)
- 1801 - Michelangelo Grigoletti, pittore italiano († 1870)
- 1803 - Luigi Barbiano di Belgioioso, politico italiano († 1885)
- 1807 - Francesco Canneti, musicista e compositore italiano († 1884)
- 1808 - Franz Hermann Schulze-Delitzsch, politico, economista e banchiere tedesco († 1883)
- 1809 - Oliver Wendell Holmes, medico, insegnante e scrittore statunitense († 1894)
- 1809 - Antonio Somma, drammaturgo, librettista e poeta italiano († 1864)
- 1810 - Juan Bautista Alberdi, politico, diplomatico e scrittore argentino († 1884)
- 1810 - Victor Delefortrie, architetto francese († 1889)
- 1810 - Girolamo Sagarriga Visconti-Volpi, politico italiano († 1875)
- 1815 - Luigi Formento, architetto italiano († 1882)
- 1817 - John Leech, illustratore britannico († 1864)
- 1819 - Giovanni Antonio Sanna, imprenditore e politico italiano († 1875)
- 1820 - Rosalia von Rauch, contessa tedesca († 1879)
- 1821 - Juan Rico, poeta, storico e giornalista spagnolo († 1870)
- 1821 - Gabriel de Mortillet, archeologo, antropologo e politico francese († 1898)
- 1824 - Martian Bernardy de Sigoyer, militare francese († 1871)
- 1826 - Émile Lévy, pittore e illustratore francese († 1890)
- 1829 - Giuseppe Rigutini, filologo e lessicografo italiano († 1903)
- 1831 - Giacomo Naretti, artigiano e architetto italiano († 1899)
- 1831 - Juan Santamaría, militare costaricano († 1856)
- 1831 - Amerigo Seghieri, scacchista italiano († 1893)
- 1834 - Ignazio Invernizzi, magistrato e militare italiano († 1898)
- 1835 - Ivor Guest, I barone Wimborne, imprenditore e politico britannico († 1914)
- 1835 - George Washington McCrary, politico statunitense († 1890)
- 1836 - Bernardo Cozzucli, vescovo cattolico italiano († 1902)
- 1836 - Merry Delabost, medico e inventore francese († 1918)
- 1837 - Carlo Ferrari, prefetto e politico italiano († 1910)
- 1838 - Charles Swinhoe, entomologo e ornitologo britannico († 1923)
- 1840 - Cándido López, pittore argentino († 1902)
- 1842 - Ernest Michaux, inventore francese († 1882)
- 1843 - Alfred Agache, pittore francese († 1915)
- 1843 - Girolamo Coffari, imprenditore e politico italiano († 1928)
- 1843 - David B. Hill, politico statunitense († 1910)
- 1843 - Anna Michelotti, religiosa italiana († 1888)
- 1844 - Edward Carpenter, scrittore e poeta inglese († 1929)
- 1845 - Gonville Bromhead, militare britannico († 1891)
- 1845 - Agostino Paci, medico, chirurgo e scienziato italiano († 1902)
- 1846 - Daniel Yarnton Mills, scacchista scozzese († 1904)
- 1846 - Constantine Phipps, III marchese di Normanby, nobile inglese († 1932)
- 1846 - Luke Edward Wright, politico statunitense († 1922)
- 1847 - Gaetano Carlo Chelli, romanziere italiano († 1904)
- 1847 - Romilda Pantaleoni, soprano italiano († 1917)
- 1848 - Paul Albert Bartholomé, scultore e pittore francese († 1928)
- 1849 - Émile Goudeau, giornalista, scrittore e poeta francese († 1906)
- 1850 - Othmar Zeidler, chimico austriaco († 1911)
- 1851 - Savina Petrilli, religiosa italiana († 1923)
- 1851 - Andrej Ivanovič Željabov, rivoluzionario russo († 1881)
- 1854 - Joseph Jacobs, australiano († 1916)
- 1855 - Erik Ludvig Henningsen, pittore e illustratore danese († 1930)
- 1856 - Arturo Finadri, avvocato, notaio e politico italiano († 1924)
- 1858 - Gerolamo Biscaro, giurista e storico italiano († 1937)
- 1858 - Salomon Reinach, archeologo e storico francese († 1932)
- 1858 - Dante Sodini, scultore italiano († 1934)
- 1859 - Marco Cassin, banchiere, imprenditore e politico italiano († 1927)
- 1862 - Pavel Pavlovič Bobrov, giornalista, compositore di scacchi e damista russo († 1911)
- 1862 - Andrew Fisher, politico scozzese († 1928)
- 1862 - Fred Huntley, attore e regista inglese († 1931)
- 1862 - Maurice Maeterlinck, poeta, drammaturgo e saggista belga († 1949)
- 1863 - George Wyndham, politico e critico letterario inglese († 1913)
- 1864 - Adolfo Bava, generale italiano († 1940)
- 1864 - Louis Hayet, pittore francese († 1940)
- 1864 - Thomas Arthur Rickard, ingegnere, giornalista e saggista britannico († 1953)
- 1865 - Gioacchino De Angelis d'Ossat, geologo e paleontologo italiano († 1957)
- 1865 - Georges Denola, regista e attore francese († 1944)
- 1866 - Ettore Artini, mineralogista italiano († 1928)
- 1866 - Vishvanath Singh, principe indiano († 1932)
- 1867 - Michael Culme-Seymour, IV Baronetto, ammiraglio inglese († 1925)
- 1867 - Emanuele Soler, geodeta e politico italiano († 1940)
- 1868 - Michail Nikolaevič Pokrovskij, storico e funzionario sovietico († 1932)
- 1869 - Thomas McLeod, marinaio e esploratore scozzese († 1960)
- 1870 - Jack Sullivan, giocatore di lacrosse statunitense
- 1871 - Albert Lebrun, politico francese († 1950)
- 1871 - Jack Butler Yeats, pittore irlandese († 1957)
- 1872 - Edith Howes, educatrice e scrittrice neozelandese († 1954)
- 1873 - María Goyri, filologa e critica letteraria spagnola († 1954)
- 1874 - Manuel Machado, poeta, scrittore e drammaturgo spagnolo († 1947)
- 1875 - Daniele Angeloni, dirigente sportivo, allenatore di calcio e calciatore italiano († 1957)
- 1875 - Leonardo De Lorenzo, flautista italiano († 1962)
- 1875 - Robert Forde, marinaio e esploratore irlandese († 1959)
- 1875 - Maurice Level, romanziere francese († 1926)
- 1876 - Charles F. Kettering, ingegnere statunitense († 1958)
- 1876 - Kim Gu, politico sudcoreano († 1949)
- 1876 - Henry MacRae, regista, sceneggiatore e produttore cinematografico canadese († 1944)
- 1876 - Lucien Muratore, attore e tenore francese († 1954)
- 1877 - Adriano Belli, avvocato, musicologo e critico musicale italiano († 1963)
- 1877 - Dudley Pound, ammiraglio britannico († 1943)
- 1878 - Umberto Bassignani, scultore italiano († 1944)
- 1878 - John Ince, attore, regista e produttore cinematografico statunitense († 1947)
- 1878 - Hans Leberle, alpinista, imprenditore e musicista tedesco († 1953)
- 1878 - Roberto Pucci, militare, imprenditore e politico italiano († 1960)
- 1880 - Marie-Louise Meilleur, supercentenaria canadese († 1998)
- 1881 - Albert Henderson, calciatore canadese († 1947)
- 1881 - Vera Holme, attrice e attivista britannica († 1969)
- 1881 - Valery Larbaud, romanziere, poeta e traduttore francese († 1957)
- 1881 - Augusto Monti, scrittore e docente italiano († 1966)
- 1881 - Gaetano Pilati, politico italiano († 1925)
- 1882 - Giuseppe De Gol, militare italiano († 1915)
- 1882 - Otto Meyer, imprenditore tedesco († 1969)
- 1882 - Kintomo Mushanokōji, diplomatico e politico giapponese († 1962)
- 1882 - André Renaux, calciatore francese († 1924)
- 1885 - Sverre Blix, calciatore norvegese († 1967)
- 1885 - José Imbelloni, antropologo, etnologo e paleontologo italiano († 1967)
- 1885 - Ingar Nielsen, velista norvegese († 1963)
- 1885 - Ugo Sivocci, pilota automobilistico italiano († 1923)
- 1885 - Victor Vina, attore francese († 1961)
- 1887 - Charles Bugbee, pallanuotista britannico († 1959)
- 1887 - Lucindo Faggin, militare italiano († 1916)
- 1887 - Vittorio Faroppa, calciatore e allenatore di calcio italiano († 1958)
- 1887 - Carlo H. De' Medici, giornalista e scrittore italiano († 1956)
- 1888 - Gun'ichi Mikawa, ammiraglio giapponese († 1981)
- 1888 - Michelangelo Paternò del Toscano, politico italiano († 1965)
- 1888 - George Sutherland-Leveson-Gower, V duca di Sutherland, politico inglese († 1963)
- 1889 - Alfredo Maria Obviar y Aranda, vescovo cattolico filippino († 1978)
- 1889 - Emil Reichl, calciatore austriaco († 1963)
- 1890 - Richard Casey, politico australiano († 1976)
- 1890 - Vil'gel'm Knorin, rivoluzionario, politico e storico sovietico († 1938)
- 1890 - Richard Kräusel, botanico tedesco († 1966)
- 1890 - Charles Van Enger, direttore della fotografia statunitense († 1980)
- 1890 - Jean Édouard Verneau, generale francese († 1944)
- 1891 - Michail Aleksandrovič Čechov, attore e insegnante russo († 1955)
- 1891 - Anna Maria Ciccone, matematica e fisica italiana († 1965)
- 1891 - Dorothy West, attrice statunitense († 1980)
- 1892 - Jesús Guajardo, generale messicano († 1920)
- 1892 - Alexandre Koyré, storico della scienza e filosofo russo († 1964)
- 1892 - Diana Manners, nobildonna e attrice inglese († 1986)
- 1893 - Joseph B. Johnson, politico svedese († 1986)
- 1893 - Alberto Lombardi, cavaliere italiano († 1975)
- 1893 - Domenico Piacentino, imprenditore e politico italiano († 1943)
- 1894 - Harold Barron, ostacolista statunitense († 1978)
- 1894 - Semën Il'ič Bogdanov, generale sovietico († 1960)
- 1894 - Pasquale Buglione, politico italiano († 1983)
- 1894 - Pascalina Lehnert, religiosa tedesca († 1983)
- 1894 - Lodovico Szathvary, dirigente sportivo italiano († 1969)
- 1895 - Carlo Bigatto, calciatore e allenatore di calcio italiano († 1942)
- 1895 - Lucy Cotton, attrice statunitense († 1948)
- 1896 - Hans Tröger, generale tedesco († 1982)
- 1897 - Victor Bourgeois, architetto e urbanista belga († 1962)
- 1897 - Pietro Colombati, dirigente sportivo, allenatore di calcio e arbitro di calcio italiano († 1980)
- 1897 - Frank Lackteen, attore statunitense († 1968)
- 1897 - Gyula Lelovics, allenatore di calcio ungherese († 1978)
- 1897 - Martino Martini, politico italiano († 1958)
- 1897 - Friedrich-Wilhelm Müller, generale tedesco († 1947)
- 1897 - Paul Schneider, religioso tedesco († 1939)
- 1897 - Claudio Cesare Secchi, critico letterario, scrittore e latinista italiano († 1981)
- 1898 - Jan de Boer, calciatore olandese († 1988)
- 1898 - Gino Spadoni, allenatore di calcio e calciatore italiano
- 1898 - Preston Sturges, sceneggiatore e regista cinematografico statunitense († 1959)
- 1899 - Sverre Eika, prete e calciatore norvegese († 1971)
- 1899 - Lyman Lemnitzer, generale statunitense († 1988)
- 1899 - Carlo Livraghi, vescovo cattolico italiano († 1975)
- 1899 - George Macready, attore statunitense († 1973)
- 1899 - Octave Mannoni, etnologo, psicoanalista e insegnante francese († 1989)
- 1899 - Giuseppe Zaffonato, arcivescovo cattolico italiano († 1988)
- 1900 - Umberto Baistrocchi, generale e aviatore italiano († 1998)
- 1900 - Åke Bergqvist, velista svedese († 1975)
- 1900 - John Dollard, psicologo e sociologo statunitense († 1980)
- 1900 - Sam Ferris, maratoneta britannico († 1980)
- 1900 - Federico Hartig, entomologo italiano († 1980)

## XX secolo(850)
- 1901 - Giuseppe Arata, avvocato e politico italiano († 1990)
- 1901 - Sherwin Badger, pattinatore artistico su ghiaccio statunitense († 1972)
- 1901 - Giuseppe Balista, politico italiano († 1977)
- 1901 - Oscar D'Agostino, chimico italiano († 1975)
- 1901 - Asakazu Nakai, direttore della fotografia giapponese († 1988)
- 1901 - Michel Olçomendy, missionario e arcivescovo cattolico francese († 1977)
- 1901 - Tullio Torchiani, dirigente d'azienda italiano († 1993)
- 1902 - Mario Benazzi, zoologo italiano († 1997)
- 1902 - Anita Seppilli, antropologa e filologa classica italiana († 1992)
- 1902 - Renato Signorini, scultore, pittore e medaglista italiano († 1966)
- 1902 - André Vandelle, sciatore di pattuglia militare francese († 1976)
- 1903 - Andrej Fajt, attore sovietico († 1976)
- 1903 - Jean Follain, poeta e scrittore francese († 1971)
- 1903 - Ole Stenen, fondista, combinatista nordico e sciatore di pattuglia militare norvegese († 1975)
- 1904 - Werner Forssmann, medico tedesco († 1979)
- 1904 - Johann Schwarzhuber, militare tedesco († 1947)
- 1905 - James E. Newcom, montatore statunitense († 1990)
- 1905 - Meinrad von Lauchert, generale tedesco († 1987)
- 1906 - Roberto Lepetit, imprenditore e antifascista italiano († 1945)
- 1906 - Armando Palanca, militare e ingegnere italiano († 1993)
- 1906 - Germana Paolieri, attrice e cantante italiana († 1998)
- 1906 - Gastone Pisoni, militare e aviatore italiano († 1936)
- 1906 - Marco Pola, poeta italiano († 1991)
- 1906 - Joe Sawyer, attore canadese († 1982)
- 1907 - Aimé-Pierre Frutaz, archeologo e storico italiano († 1980)
- 1907 - Ljudmila Sergeevna Glazova, attrice sovietica († 1981)
- 1907 - Josef Rodzinski, calciatore tedesco († 1984)
- 1907 - Takeo Wakabayashi, calciatore giapponese († 1937)
- 1908 - Francesco De Zulian, fondista italiano († 1979)
- 1908 - Miguel Ángel Lauri, calciatore argentino († 1994)
- 1908 - Pietro Verri, generale italiano († 1988)
- 1909 - Cliff Britton, calciatore e allenatore di calcio inglese († 1975)
- 1910 - José María Guido, politico argentino († 1975)
- 1910 - Giovanni Petucco, pittore, scultore e ceramista italiano († 1961)
- 1910 - Vivien Thomas, medico statunitense († 1985)
- 1910 - Rotraud von Wachter, schermitrice tedesca
- 1910 - Elven Webb, scenografo statunitense († 1979)
- 1911 - Giuseppe Bossi, calciatore svizzero
- 1911 - John Charnley, chirurgo britannico († 1982)
- 1911 - Alessandro Fornasaris, calciatore italiano († 2007)
- 1911 - Per Frøistad, calciatore norvegese († 1991)
- 1911 - Alan Greene, tuffatore statunitense († 2001)
- 1911 - Sakari Tuomioja, politico finlandese († 1964)
- 1911 - Wang Yunjie, compositore cinese († 1996)
- 1911 - Heinz von Westernhagen, militare tedesco († 1945)
- 1912 - Adolfo Agosti, calciatore italiano († 1991)
- 1912 - S. Corinna Bille, poetessa e scrittrice svizzera († 1979)
- 1912 - Steve Fisher, scrittore e sceneggiatore statunitense († 1980)
- 1912 - Simon Schoon, insegnante e partigiano olandese († 1989)
- 1912 - Emil Schumacher, pittore tedesco († 1999)
- 1912 - Sohn Kee-chung, maratoneta sudcoreano († 2002)
- 1912 - Barry Sullivan, attore statunitense († 1994)
- 1912 - Wolfgang Suschitzky, fotografo e direttore della fotografia austriaco († 2016)
- 1913 - Bruno Dilley, militare e aviatore tedesco († 1968)
- 1913 - Donald Johansson, fondista svedese († 2004)
- 1913 - Adelfo Magallanes, calciatore e allenatore di calcio peruviano († 1988)
- 1914 - Clely Fiamma, attrice e cantante italiana († 1977)
- 1914 - Zamuels Garbers, calciatore lettone († 1942)
- 1914 - Robert Herman, cosmologo statunitense († 1997)
- 1914 - Art Stoefen, cestista statunitense († 1995)
- 1914 - Willard Waterman, attore statunitense († 1995)
- 1915 - Heinrich Angst, bobbista svizzero († 1989)
- 1915 - Ingrid Bergman, attrice svedese († 1982)
- 1915 - George Cafego, giocatore di football americano statunitense († 1998)
- 1915 - Alvinio Misciano, tenore italiano († 1997)
- 1915 - Jay R. Smith, attore statunitense († 2002)
- 1916 - George Montgomery, attore e regista statunitense († 2000)
- 1916 - Arthur Trumbull Warner, militare e aviatore statunitense († 1978)
- 1917 - Carlo Borsani, militare, giornalista e poeta italiano († 1945)
- 1917 - Isabel Sanford, attrice statunitense († 2004)
- 1919 - Gabriele Baldini, anglista, scrittore e traduttore italiano († 1969)
- 1919 - Sono Osato, ballerina e attrice statunitense († 2018)
- 1919 - Harley Redin, allenatore di pallacanestro statunitense († 2020)
- 1919 - Carlo Savina, musicista, compositore e direttore d'orchestra italiano († 2002)
- 1919 - Francis Schewetta, velocista francese († 2007)
- 1920 - Press Maravich, cestista e allenatore di pallacanestro statunitense († 1987)
- 1920 - Serafim Neves, calciatore e allenatore di calcio portoghese († 1989)
- 1920 - Charlie Parker, sassofonista e compositore statunitense († 1955)
- 1921 - Iris Apfel, imprenditrice statunitense († 2024)
- 1921 - Paddy Roy Bates, militare e conduttore radiofonico britannico († 2012)
- 1921 - Enzo Fioritto, militare e partigiano italiano († 1943)
- 1921 - Wendell Scott, pilota automobilistico statunitense († 1990)
- 1921 - Mario Porcile, regista italiano († 2013)
- 1922 - Richard Blackwell, giornalista e stilista statunitense († 2008)
- 1922 - Lane Bradford, attore statunitense († 1973)
- 1922 - Henk Faanhof, ciclista su strada, pistard e dirigente sportivo olandese († 2015)
- 1922 - Isaak Semёnovič Magiton, regista sovietico († 2009)
- 1922 - Shigehiro Ozawa, regista e sceneggiatore giapponese († 2004)
- 1922 - Mario Tontodonati, calciatore italiano († 2009)
- 1922 - John Edward Williams, romanziere e poeta statunitense († 1994)
- 1923 - Richard Attenborough, attore, regista e produttore cinematografico britannico († 2014)
- 1923 - Maurizio Bucci, diplomatico italiano
- 1923 - Leo Morris Clarke, vescovo cattolico australiano († 2006)
- 1923 - Werner Eilitz, calciatore tedesco orientale († 1995)
- 1923 - Jean Ache, fumettista, pittore e illustratore francese († 1985)
- 1923 - Gösta Löfgren, calciatore svedese († 2006)
- 1923 - Antonio Pucci, pilota automobilistico italiano († 2009)
- 1923 - Giuseppe Selvaggi, giornalista e poeta italiano († 2004)
- 1923 - Ottavio Spano, politico italiano († 2015)
- 1924 - Tissa Balasuriya, teologo e presbitero singalese († 2013)
- 1924 - Gianfranco Baruchello, artista e pittore italiano († 2023)
- 1924 - Gianluigi Gabetti, dirigente d'azienda italiano († 2019)
- 1924 - Alfeo Grignani, arbitro di calcio italiano († 2010)
- 1924 - Jean-Pierre Muller, schermidore francese († 2008)
- 1924 - María Dolores Pradera, cantante e attrice spagnola († 2018)
- 1924 - Clyde Scott, ostacolista e giocatore di football americano statunitense († 2018)
- 1924 - Gejza Šimanský, calciatore cecoslovacco († 2007)
- 1924 - Juan Bautista Villalba, calciatore paraguaiano († 2003)
- 1924 - Salvador Villalba, calciatore paraguaiano († 2021)
- 1924 - Rudolf Wanzl, imprenditore tedesco († 2011)
- 1924 - Dinah Washington, cantante statunitense († 1963)
- 1925 - Dick Cusack, attore e regista statunitense († 2003)
- 1925 - Hans Hellbrand, nuotatore e pallanuotista svedese († 2013)
- 1925 - Herbert Martin, calciatore tedesco († 2016)
- 1925 - Yvonne Sanson, attrice greca († 2003)
- 1926 - Hélène Ahrweiler, storica greca
- 1926 - Maurice Denuzière, scrittore e giornalista francese
- 1926 - René Depestre, poeta e scrittore francese
- 1926 - Betty Lynn, attrice statunitense († 2021)
- 1927 - António Bentes, calciatore portoghese († 2003)
- 1927 - Gerald Gratton, sollevatore canadese († 1963)
- 1928 - Aaron Cicourel, sociologo statunitense († 2023)
- 1928 - Charles Gray, attore britannico († 2000)
- 1928 - Michele Molese, tenore statunitense († 1989)
- 1928 - Enrico Musolino, pattinatore di velocità su ghiaccio italiano († 2010)
- 1929 - John Arthur, pugile sudafricano († 2005)
- 1929 - Giovanni Azzini, calciatore italiano († 1994)
- 1929 - Mary Ellen Kay, attrice statunitense († 2017)
- 1929 - Thom Gunn, poeta britannico († 2004)
- 1929 - Rosa Sabater, pianista spagnola († 1983)
- 1929 - Susan Shaw, attrice inglese († 1978)
- 1930 - Gundolf Ernst, geologo, mineralogista e paleontologo tedesco († 2002)
- 1930 - Carlos Loyzaga, cestista e allenatore di pallacanestro filippino († 2016)
- 1930 - Atif Sidqi, politico egiziano († 2005)
- 1930 - Loredana Simonetti, ex mezzofondista italiana
- 1930 - Jim Walsh, cestista statunitense († 1976)
- 1930 - Skippy Whitaker, cestista statunitense († 1990)
- 1931 - Giorgio Ferrari, politico italiano († 1997)
- 1931 - Alessandro Tagliolini, scultore italiano († 2000)
- 1931 - Evelyn de Rothschild, imprenditore, filantropo e mecenate britannico († 2022)
- 1932 - Alessandro Jacovoni, produttore cinematografico italiano († 1993)
- 1932 - El Pasador, compositore, tastierista e arrangiatore italiano († 2023)
- 1932 - Elio Silvestri, artista italiano († 2018)
- 1932 - Keith Spurgeon, allenatore di calcio inglese († 1984)
- 1933 - Dickie Hemric, cestista statunitense († 2017)
- 1933 - Antoniet, calciatore spagnolo († 2015)
- 1933 - Arnold Koller, politico svizzero
- 1933 - Jehan Sadat, attivista egiziana († 2021)
- 1933 - Alan Stacey, pilota automobilistico britannico († 1960)
- 1934 - Aldo Catalani, ex calciatore italiano
- 1934 - Alan Dicks, allenatore di calcio e ex calciatore inglese
- 1934 - Gerhard Lohfink, teologo, filosofo e religioso tedesco († 2024)
- 1934 - David Pryor, politico statunitense († 2024)
- 1934 - Horst Szymaniak, calciatore tedesco († 2009)
- 1935 - William Friedkin, regista, sceneggiatore e produttore cinematografico statunitense († 2023)
- 1935 - Luís Villafuerte, politico filippino († 2021)
- 1936 - Gilbert Amy, compositore e direttore d'orchestra francese
- 1936 - Cesare Maria Casati, architetto, designer e giornalista italiano († 2025)
- 1936 - John McCain, politico e militare statunitense († 2018)
- 1936 - Filippo Regni, ex calciatore italiano
- 1937 - Pasquale Carminucci, ginnasta italiano († 2015)
- 1937 - James Florio, politico statunitense († 2022)
- 1937 - Henk Hermsen, pallanuotista olandese († 2022)
- 1937 - Jackie 'Butch' Jenkins, attore statunitense († 2001)
- 1937 - Dieter Kalenbach, fumettista tedesco († 2021)
- 1937 - Sandro Lopez Nunes, scrittore, drammaturgo e saggista italiano († 2023)
- 1938 - Gerry Byrne, calciatore inglese († 2015)
- 1938 - Elliott Gould, attore statunitense
- 1938 - Christian Müller, ex calciatore tedesco
- 1938 - Hermann Nitsch, performance artist austriaco († 2022)
- 1938 - Alberto Pagani, pilota motociclistico italiano († 2017)
- 1938 - Robert Rubin, politico statunitense
- 1939 - Gerard Bergholtz, allenatore di calcio e ex calciatore olandese
- 1939 - William Fulton, matematico statunitense
- 1939 - Julien Gaelens, ciclista su strada belga († 2011)
- 1939 - Kang Sok-ju, politico e diplomatico nordcoreano († 2016)
- 1939 - Jolán Kleiber-Kontsek, discobolo e pesista ungherese († 2022)
- 1939 - Jacinto Merayo, ex calciatore argentino
- 1939 - Amedeo Ortolani, imprenditore e politico italiano
- 1939 - Alessandro Scajola, politico e banchiere italiano
- 1939 - Joel Schumacher, regista, sceneggiatore e produttore cinematografico statunitense († 2020)
- 1939 - Giancarlo Vitolo, arbitro di pallacanestro italiano († 2019)
- 1940 - Eugenio Lecaldano, filosofo italiano
- 1940 - Bennie Maupin, clarinettista, flautista e sassofonista statunitense
- 1940 - Wim Ruska, judoka e wrestler olandese († 2015)
- 1940 - Rinat Safin, biatleta sovietico († 2014)
- 1941 - Roberto Arnaldi, conduttore radiofonico, paroliere e cantante italiano († 2012)
- 1941 - Sibylle Bergemann, fotografa tedesca († 2010)
- 1941 - Mario Cavallaro, politico italiano
- 1941 - Ellen Geer, attrice, docente e regista teatrale statunitense
- 1941 - Bunny Lee, produttore discografico giamaicano († 2020)
- 1941 - Ugo Nespolo, artista italiano
- 1941 - Tony Palmer, regista e scrittore britannico
- 1941 - Ole Ritter, ex ciclista su strada e pistard danese
- 1941 - Tauese Sunia, politico samoano americano († 2003)
- 1941 - Kazuya Takeuchi, ex pallanuotista giapponese
- 1942 - Ermano De Col, politico italiano († 2022)
- 1942 - Pietro Giubilo, politico italiano
- 1942 - Ian Hancock, linguista e attivista inglese
- 1942 - Gottfried John, attore tedesco († 2014)
- 1942 - Gordana Kuić, scrittrice serba († 2023)
- 1942 - Márta Károlyi, allenatrice di ginnastica artistica rumena
- 1942 - Federico Lombardi, presbitero, giornalista e teologo italiano
- 1942 - Iginio Massari, pasticciere, personaggio televisivo e gastronomo italiano
- 1942 - Gillian Rubinstein, scrittrice inglese
- 1942 - Alberto Spelta, allenatore di calcio e ex calciatore italiano
- 1942 - Carmen Díez de Rivera, politica spagnola († 1999)
- 1943 - Dick Halligan, musicista statunitense († 2022)
- 1943 - Edu Lobo, cantante, compositore e arrangiatore brasiliano
- 1943 - Arthur McDonald, fisico canadese
- 1943 - Eduardo Neves, calciatore brasiliano († 1969)
- 1943 - Franco Ortolani, politico italiano († 2019)
- 1943 - Bruno Toniolli, ex pattinatore di velocità su ghiaccio italiano
- 1944 - Antonio Conte, politico italiano
- 1944 - Calogero Di Bona, militare italiano († 1979)
- 1944 - Walter Gorini, ex pistard italiano
- 1944 - Lukas Hartmann, scrittore svizzero
- 1944 - Markéta Luskačová, fotografa ceca
- 1944 - Ricardo Pérez, ex calciatore argentino
- 1945 - Maurizio Antonioli, storico italiano († 2023)
- 1945 - Chris Copping, tastierista, polistrumentista e compositore britannico
- 1945 - Peter Curtis, tennista britannico († 2019)
- 1945 - Annick Goutal, imprenditrice francese († 1999)
- 1945 - Karol Jokl, calciatore cecoslovacco († 1996)
- 1945 - Brian Kerle, ex cestista e allenatore di pallacanestro australiano
- 1945 - Marco Lucchini, giornalista e telecronista sportivo italiano († 2022)
- 1945 - Harry S. Morgan, regista e produttore cinematografico tedesco († 2011)
- 1945 - Jean Ragnotti, ex pilota di rally francese
- 1945 - Wyomia Tyus, ex velocista statunitense
- 1946 - Jean-Baptiste Bagaza, politico e militare burundese († 2016)
- 1946 - Bob Beamon, ex lunghista statunitense
- 1946 - Dīmītrīs Christofias, politico cipriota († 2019)
- 1946 - Warren Jabali, cestista statunitense († 2012)
- 1946 - Franco Lo Cascio, regista italiano
- 1946 - Eugenio Morelli, poeta e scrittore italiano
- 1946 - Erwin Obermair, astronomo austriaco († 2017)
- 1946 - Giorgio Orsoni, giurista e politico italiano
- 1946 - Giacomo Guido Ottonello, arcivescovo cattolico italiano
- 1946 - Maria Amedea Pelle, ex cestista italiana
- 1946 - Remigio Raimondi, psichiatra italiano († 2012)
- 1946 - Lucia Valentini Terrani, mezzosoprano e contralto italiano († 1998)
- 1947 - Arthur Burghardt, attore e doppiatore statunitense
- 1947 - Temple Grandin, attivista e etologa statunitense
- 1947 - James Hunt, pilota automobilistico britannico († 1993)
- 1947 - Paolo Lancellotti, batterista italiano († 2014)
- 1947 - Terry Layton, allenatore di pallacanestro statunitense († 2018)
- 1947 - Robert Lutz, ex tennista statunitense
- 1947 - Angelo Minieri, politico italiano
- 1948 - Scott Allen, attore, cantante e ballerino statunitense
- 1948 - Domenico Arezzo, politico italiano
- 1948 - Carol Bartz, dirigente d'azienda statunitense
- 1948 - Gilles Carrez, politico francese
- 1948 - George Child-Villiers, visconte di Villiers, nobile inglese († 1998)
- 1948 - Giuseppe Geraci, politico italiano
- 1948 - Jan Graubner, arcivescovo cattolico e teologo ceco
- 1948 - Simon House, violinista e tastierista britannico († 2025)
- 1948 - Xaver Kurmann, ex pistard e ciclista su strada svizzero
- 1948 - Benjaman Kyle, statunitense
- 1948 - Robert S. Langer, ingegnere chimico statunitense
- 1948 - Peppino Ortoleva, storico italiano
- 1948 - Charles Walker, ex astronauta e ingegnere statunitense
- 1948 - António Francisco dos Santos, vescovo cattolico portoghese († 2017)
- 1949 - Arif Alvi, politico e dentista pakistano
- 1949 - João Soares, politico portoghese
- 1949 - Geoff Capes, pesista, atleta di forza e personaggio televisivo britannico († 2024)
- 1949 - Donato Cascione, scrittore e poeta italiano
- 1949 - Vera Đurašković, ex cestista jugoslava
- 1949 - Wolfgang Dziony, batterista tedesco
- 1949 - Harold Fox, ex cestista statunitense
- 1949 - Edmundo González Urrutia, politico, diplomatico e politologo venezuelano
- 1949 - Stan Hansen, ex wrestler statunitense
- 1949 - Darnell Hillman, ex cestista statunitense
- 1949 - Angela Knösel, ex slittinista tedesca orientale
- 1949 - Pietro Marzano, ex tennista italiano
- 1949 - Beth Sullivan, produttrice televisiva statunitense
- 1950 - Frank Henenlotter, regista, sceneggiatore e montatore statunitense
- 1950 - Toni Kalem, attrice statunitense
- 1950 - Carmen Leccardi, sociologa italiana
- 1950 - Dave Reichert, politico statunitense
- 1950 - Dick Spring, politico irlandese
- 1951 - Giovanni Accolla, arcivescovo cattolico italiano
- 1951 - Mark Dyczkowski, indologo e musicista britannico († 2025)
- 1951 - Geoff Whitehorn, chitarrista, cantante e compositore britannico
- 1952 - Sanny Åslund, allenatore di calcio e ex calciatore svedese
- 1952 - Pini Badash, politico israeliano
- 1952 - Michael Coulter, direttore della fotografia britannico
- 1952 - Ben Harney, attore e cantante statunitense
- 1952 - Karen Hesse, scrittrice statunitense
- 1952 - Falk Hoffmann, tuffatore tedesco orientale
- 1952 - Konstantin Meyl, ingegnere tedesco
- 1952 - Patrice Pellat-Finet, ex sciatore alpino francese
- 1952 - Deborah Van Valkenburgh, attrice statunitense
- 1952 - Michael Wessing, giavellottista tedesco († 2019)
- 1953 - Roberto Alessi, giornalista italiano
- 1953 - David Boaz, politologo statunitense († 2024)
- 1953 - Rick Downey, batterista, produttore discografico e tecnico del suono statunitense
- 1953 - Bob Guyette, ex cestista statunitense
- 1953 - Richard Harding, ex rugbista a 15 e imprenditore britannico
- 1953 - Nancy Holder, scrittrice statunitense
- 1953 - Joël Houssin, sceneggiatore e scrittore francese († 2022)
- 1954 - Roberto Allevi, politico italiano
- 1954 - Luigi Compagnoni, artista italiano († 2022)
- 1954 - Neptali Gonzales II, politico filippino
- 1954 - Enzo Nini, musicista italiano
- 1954 - Philip Walker, calciatore inglese († 2022)
- 1954 - Wladimir Rodrigues dos Santos, ex calciatore brasiliano
- 1955 - Bernarda Fink, mezzosoprano argentina
- 1955 - Diamanda Galás, musicista, cantante e pianista statunitense
- 1955 - Frank Hoste, ex ciclista su strada e dirigente sportivo belga
- 1955 - Jacob Lew, avvocato statunitense
- 1955 - Piero Panciarelli, brigatista italiano († 1980)
- 1955 - Silke Pielen, ex nuotatrice tedesca occidentale
- 1955 - Marie-Anne Rommel, ex cestista belga
- 1955 - Newton Thomas Sigel, direttore della fotografia e regista statunitense
- 1956 - GG Allin, cantautore statunitense († 1993)
- 1956 - Carmen Amato, cantante italiana
- 1956 - Román Casanova Casanova, vescovo cattolico spagnolo
- 1956 - Mark Morris, ballerino, coreografo e regista teatrale statunitense
- 1956 - Eddie Murray, ex giocatore di football americano canadese
- 1956 - Mario Porfito, attore italiano
- 1956 - Amedeo Rigo, ex cestista italiano
- 1956 - Kerstin Schober, ex cestista tedesca
- 1956 - Charalampos Xanthopoulos, ex calciatore greco
- 1957 - Susanna Batazzi, ex schermitrice italiana
- 1957 - Antoine Mac Giolla Bhrighde, terrorista britannico († 1984)
- 1957 - Grzegorz Ciechowski, cantante, compositore e poeta polacco († 2001)
- 1957 - Gong Luming, ex cestista e allenatore di pallacanestro cinese
- 1957 - Marc Mézard, fisico francese
- 1957 - Nikolaos Mōraïtīs, politico greco
- 1957 - Shirō Sagisu, compositore e produttore discografico giapponese
- 1958 - Dave Britton, ex cestista statunitense
- 1958 - Rickey Brown, ex cestista statunitense
- 1958 - Juninho Fonseca, allenatore di calcio e ex calciatore brasiliano
- 1958 - Mick Harvey, musicista, compositore e arrangiatore australiano
- 1958 - Lenny Henry, attore, comico e cantante britannico
- 1958 - Michael Jackson, cantautore, ballerino e coreografo statunitense († 2009)
- 1958 - Boris Kagarlickij, filosofo e storico russo
- 1958 - Kaïs Saïed, politico e giurista tunisino
- 1958 - Borislav Vučević, ex cestista montenegrino
- 1959 - Milivoj Bebić, ex pallanuotista e allenatore di pallanuoto jugoslavo
- 1959 - Urlín Cangá, ex calciatore ecuadoriano
- 1959 - Mario Celon, velista italiano
- 1959 - Rebecca De Mornay, attrice statunitense
- 1959 - Ramón Díaz, allenatore di calcio e ex calciatore argentino
- 1959 - Chris Hadfield, ex astronauta canadese
- 1959 - Xavier Jacobelli, giornalista italiano
- 1959 - Eddi Reader, cantautrice e musicista scozzese
- 1959 - Carlo Sarro, politico italiano
- 1959 - Enzo Enzo, cantautrice e polistrumentista francese
- 1959 - Sjaak Troost, ex calciatore e dirigente sportivo olandese
- 1959 - Stephen Wolfram, fisico e matematico britannico
- 1960 - Dominic Bradley, politico britannico
- 1960 - Mario Cucinella, architetto e designer italiano
- 1960 - Ralf Ehrenbrink, cavaliere tedesco
- 1960 - Tony MacAlpine, musicista statunitense
- 1960 - Thomas Marshburn, ex astronauta e medico statunitense
- 1960 - Mandy Meyer, chitarrista svizzero
- 1960 - Çingiz Mustafayev, giornalista azero († 1992)
- 1960 - Nino Russo, fumettista italiano
- 1960 - Vladimiro Satta, storico italiano
- 1960 - William Susman, pianista e compositore statunitense
- 1960 - Tim Tookey, ex hockeista su ghiaccio canadese
- 1960 - Milan Zgrablić, arcivescovo cattolico croato
- 1961 - Ahmed Aboutaleb, politico e giornalista marocchino
- 1961 - Eddie Calvo, politico statunitense
- 1961 - Mirosław Chlebosz, ex sollevatore polacco
- 1961 - Jeff Durgan, ex calciatore statunitense
- 1961 - Cássio Gabus Mendes, attore brasiliano
- 1961 - Armando Martínez, ex pugile cubano
- 1961 - Rodney McCray, ex cestista statunitense
- 1961 - Michael J McEvoy, tastierista statunitense
- 1961 - Philipp Moog, attore e doppiatore tedesco
- 1961 - Tomislav Paškvalin, ex pallanuotista croato
- 1962 - Marco Abate, matematico italiano
- 1962 - Carl Banks, ex giocatore di football americano statunitense
- 1962 - Edward Allen Bernero, sceneggiatore, produttore televisivo e regista statunitense
- 1962 - Paola Frani, stilista italiana
- 1962 - Jutta Kleinschmidt, ex pilota di rally tedesca
- 1962 - Jorge Martínez, dirigente sportivo e pilota motociclistico spagnolo
- 1962 - Colin Ross, ex calciatore scozzese
- 1962 - Raúl Sendic Rodríguez, politico uruguaiano
- 1963 - Anne-Sylvie Salzman, scrittrice francese
- 1963 - Laurent Buffard, allenatore di pallacanestro francese
- 1963 - Julio César Cadena, ex ciclista su strada colombiano
- 1963 - Steve Clarke, allenatore di calcio e ex calciatore scozzese
- 1963 - Hilde Frafjord Johnson, politica e diplomatica norvegese
- 1963 - Elizabeth Fraser, cantante britannica
- 1963 - Lise Gregory, ex tennista sudafricana
- 1963 - Greg Holmes, ex tennista statunitense
- 1963 - Karl Markovics, attore, regista e sceneggiatore austriaco
- 1963 - Tommy Wright, allenatore di calcio e ex calciatore nordirlandese
- 1964 - Jordi Arrese, ex tennista spagnolo
- 1964 - Massimo Barbolini, allenatore di pallavolo italiano
- 1964 - Graham Harbey, ex calciatore inglese
- 1964 - Jerry de Jong, ex calciatore olandese
- 1964 - Pebbles, cantautrice, produttrice discografica e predicatrice statunitense
- 1964 - Bartolomeo Romano, giurista italiano
- 1964 - Roberto Torres, dirigente sportivo e ex ciclista su strada spagnolo
- 1965 - Peter Andersson, allenatore di hockey su ghiaccio e ex hockeista su ghiaccio svedese
- 1965 - Miguel Arteta, regista portoricano
- 1965 - Alfons Arts, allenatore di calcio e ex calciatore olandese
- 1965 - Nedeljko Ašćerić, ex cestista e allenatore di pallacanestro jugoslavo
- 1965 - Alessandra Borio, ex canottiera italiana
- 1965 - Flávio Campos, allenatore di calcio e ex calciatore brasiliano
- 1965 - Andrew Nkea Fuanya, arcivescovo cattolico camerunese
- 1965 - Ella Lemhagen, regista e sceneggiatrice svedese
- 1965 - Paola Massidda, politica italiana
- 1965 - Piero Messina, giornalista e saggista italiano
- 1965 - Massimiliano Nardecchia, allenatore di calcio e ex calciatore italiano
- 1965 - Will Perdue, ex cestista statunitense
- 1965 - Gerhard Rodax, calciatore austriaco († 2022)
- 1965 - Frances Ruffelle, attrice e cantante inglese
- 1965 - Halima Soussi, ex cestista francese
- 1965 - Dina Spybey, attrice statunitense
- 1965 - Maryna Tkačenko, ex cestista e allenatore di pallacanestro ucraina
- 1966 - Alessandro Calori, allenatore di calcio e ex calciatore italiano
- 1966 - Daniel Estulin, scrittore lituano
- 1966 - Greg Grant, ex cestista e allenatore di pallacanestro statunitense
- 1966 - James Huth, regista e sceneggiatore britannico
- 1966 - Mark Hutson, ex giocatore di football americano e allenatore di football americano statunitense
- 1966 - Stacey Travis, attrice statunitense
- 1966 - Thomas Wyss, allenatore di calcio e ex calciatore svizzero
- 1967 - Gian Maria Accusani, musicista, cantante e compositore italiano
- 1967 - Paul Frank, artista, designer e stilista statunitense
- 1967 - Neil Gorsuch, giurista statunitense
- 1967 - Andrea Migliavacca, vescovo cattolico italiano
- 1967 - Giovanni Moro, ex sciatore alpino italiano
- 1967 - Anton Newcombe, cantante e polistrumentista statunitense
- 1967 - Takeshi Okazaki, fumettista, illustratore e character designer giapponese
- 1967 - Pierfunk, musicista italiano
- 1967 - Pierpaolo Piccioli, stilista italiano
- 1967 - Andrea Rocchigiani, allenatore di calcio e ex calciatore italiano
- 1967 - Jiří Růžek, fotografo ceco
- 1967 - Jon Stephenson von Tetzchner, programmatore e imprenditore islandese
- 1967 - Tosca, cantante e attrice italiana
- 1967 - Ursula Zybach, politica svizzera
- 1968 - Dmitrij Dugin, ex pallanuotista russo
- 1968 - Lyambo Etshele, ex calciatore della Repubblica Democratica del Congo
- 1968 - Willi Landgraf, ex calciatore tedesco
- 1968 - Maurizio Lizzani, ex calciatore italiano
- 1968 - Ricky Memphis, attore italiano
- 1968 - Ferruccio Resta, ingegnere italiano
- 1968 - Priska Seiler Graf, politica svizzera
- 1969 - Espedito Chionna, allenatore di calcio e ex calciatore italiano
- 1969 - Camilla Fabbri, politica italiana
- 1969 - Milan Jagnešák, bobbista slovacco
- 1969 - Lucero, cantante, attrice e conduttrice televisiva messicana
- 1969 - Aliuska López, ex ostacolista e velocista cubana
- 1969 - Michael Stefano, attore pornografico e produttore cinematografico statunitense
- 1969 - Meshell Ndegeocello, cantautrice, rapper e bassista statunitense
- 1969 - Michael Pinnella, tastierista statunitense
- 1969 - Stephani Victor, ex sciatrice alpina statunitense
- 1970 - Jacco Eltingh, ex tennista olandese
- 1970 - Robertas Giedraitis, allenatore di pallacanestro e ex cestista lituano
- 1970 - Alessandra Negrini, attrice brasiliana
- 1971 - Mark Bomback, sceneggiatore statunitense
- 1971 - Tina Bøttzau, ex pallamanista danese
- 1971 - Candis Cayne, attrice statunitense
- 1971 - Don Davis, politico statunitense
- 1971 - Carla Gugino, attrice e ex modella statunitense
- 1971 - John Robinson, ex calciatore gallese
- 1971 - Iulică Ruican, ex canottiere rumeno
- 1971 - Davor Rupnik, allenatore di calcio e ex calciatore croato
- 1971 - Marco Sandy, allenatore di calcio e ex calciatore boliviano
- 1971 - Martina Šimkovičová, conduttrice televisiva e politica slovacca
- 1972 - Bae Yong-joon, attore sudcoreano
- 1972 - Radek Bejbl, ex calciatore ceco
- 1972 - Fabien Cool, ex calciatore francese
- 1972 - Jan Frode Andersen, ex tennista norvegese
- 1972 - Kentarō Hayashi, allenatore di calcio e ex calciatore giapponese
- 1972 - Jonas Höglund, ex hockeista su ghiaccio svedese
- 1972 - Amanda Marshall, cantante canadese
- 1972 - Linda Olofsson, ex nuotatrice svedese
- 1972 - Nino Pršeš, cantante bosniaco
- 1972 - Michael Simon, disc jockey e produttore discografico tedesco
- 1972 - Sara Stridsberg, scrittrice, drammaturga e traduttrice svedese
- 1972 - Mike Taylor, allenatore di pallacanestro statunitense
- 1972 - Farahia Teuria, ex calciatore francese
- 1972 - Demba Traoré, politico e avvocato maliano
- 1973 - Sinn Bodhi, wrestler canadese
- 1973 - Maksim Bokov, allenatore di calcio e ex calciatore russo
- 1973 - Daniel Burman, regista cinematografico, sceneggiatore e produttore cinematografico argentino
- 1973 - Lars-Gunnar Carlstrand, ex calciatore svedese
- 1973 - Christian Deißenböck, ex sciatore alpino tedesco
- 1973 - Gennaro Di Carlo, allenatore di pallacanestro italiano
- 1973 - Olivier Jacque, pilota motociclistico francese
- 1973 - Jermane Mayberry, ex giocatore di football americano statunitense
- 1973 - Fleur Pellerin, dirigente d'azienda, ex politica e funzionaria francese
- 1973 - Reinhold Rainer, ex slittinista italiano
- 1973 - Tom Six, regista, sceneggiatore e produttore cinematografico olandese
- 1973 - Jason Spisak, attore, doppiatore e produttore cinematografico statunitense
- 1973 - Thomas Tuchel, allenatore di calcio e ex calciatore tedesco
- 1973 - Alexi Zentner, scrittore canadese
- 1974 - Nicola Amoruso, dirigente sportivo e ex calciatore italiano
- 1974 - Denis Caniza, ex calciatore paraguaiano
- 1974 - Markus Feldhoff, allenatore di calcio e ex calciatore tedesco
- 1974 - Aino Kinjō, giocatrice di bowling giapponese
- 1974 - David Messina, fumettista italiano
- 1974 - Moos, cantante francese
- 1974 - Kenneth Perez, ex calciatore danese
- 1974 - Carlos Torrent, ex pistard spagnolo
- 1974 - Mario Winans, cantante e produttore discografico statunitense
- 1975 - Roberto Acosta, ex pentatleta messicano
- 1975 - Dante Basco, attore, doppiatore e poeta statunitense
- 1975 - Rachid Berradi, ex mezzofondista italiano
- 1975 - Juan Diego Botto, attore argentino
- 1975 - Che Bunce, ex calciatore neozelandese
- 1975 - Christian Dalmau, allenatore di pallacanestro e ex cestista portoricano
- 1975 - Hannes Hyvönen, ex hockeista su ghiaccio finlandese
- 1975 - Yoon C. Joyce, attore sudcoreano
- 1975 - Colin McKay, skater canadese
- 1975 - Grant Murray, ex calciatore e allenatore di calcio scozzese
- 1975 - María Emilia Undurraga, politica e agronoma cilena
- 1976 - Zoltán Almási, scacchista ungherese
- 1976 - Michael Blackwood, ex velocista giamaicano
- 1976 - Eva Crosetta, conduttrice televisiva e autrice televisiva italiana
- 1976 - Paolo Diana, pilota automobilistico sammarinese
- 1976 - Giōrgos Kalaitzīs, ex cestista greco
- 1976 - Mieko Kawakami, scrittrice, poetessa e cantante giapponese
- 1976 - Pablo Mastroeni, allenatore di calcio, dirigente sportivo e ex calciatore argentino
- 1976 - Ronald Sibanda, ex calciatore zimbabwese
- 1976 - Jon Dahl Tomasson, allenatore di calcio e ex calciatore danese
- 1976 - Carlos Wilfredo Vilches, pugile argentino
- 1976 - Nobuhiro Yamashita, regista, sceneggiatore e attore giapponese
- 1977 - Manuel Belleri, dirigente sportivo e ex calciatore italiano
- 1977 - Erpur Eyvindarson, rapper islandese
- 1977 - Devean George, ex cestista statunitense
- 1977 - John Hensley, attore statunitense
- 1977 - Chris J. Johnson, attore statunitense
- 1977 - Richard Knopper, allenatore di calcio e ex calciatore olandese
- 1977 - Stefan Leitl, allenatore di calcio e ex calciatore tedesco
- 1977 - Aidan Lynch, ex calciatore irlandese
- 1977 - Kei Mikuriya, ex calciatore giapponese
- 1977 - John O'Brien, ex calciatore statunitense
- 1977 - Roy Oswalt, ex giocatore di baseball statunitense
- 1977 - Mario Rodríguez López, ex calciatore cubano
- 1977 - Carter Rycroft, giocatore di curling canadese
- 1978 - Déborah Anthonioz, ex snowboarder francese
- 1978 - Volkan Arslan, allenatore di calcio e ex calciatore turco
- 1978 - Celestine Babayaro, ex calciatore nigeriano
- 1978 - Helen Darling, ex cestista e allenatrice di pallacanestro statunitense
- 1978 - Yves Deroff, ex calciatore francese
- 1978 - Beth Dover, attrice statunitense
- 1978 - Adam Drury, ex calciatore inglese
- 1978 - Jérémie Elkaïm, attore francese
- 1978 - Sebastiano Grasso, carabiniere italiano
- 1978 - Romina Lamas, pallavolista argentina
- 1978 - Paul Nagle, copilota di rally irlandese
- 1978 - Timo Rost, allenatore di calcio e ex calciatore tedesco
- 1978 - Stacey Thomas, ex cestista statunitense
- 1978 - Atsuko Watanabe, ex cestista giapponese
- 1979 - Jacky Berdix, calciatore francese
- 1979 - Clark, musicista e produttore discografico inglese
- 1979 - David Cortés Caballero, ex calciatore spagnolo
- 1979 - Stijn Devolder, ex ciclista su strada belga
- 1979 - Kati Fors, cantante e attrice teatrale finlandese
- 1979 - Dan Harris, regista, sceneggiatore e produttore cinematografico statunitense
- 1979 - Boris Kondev, ex calciatore bulgaro
- 1979 - Luigi Pagliuca, allenatore di calcio e ex calciatore italiano
- 1979 - Justine Pasek, modella panamense
- 1979 - Barbara Topsøe-Rothenborg, regista, sceneggiatrice e scrittrice danese
- 1979 - Andrzej Witkowski, schermidore polacco
- 1979 - Youssoupha, rapper francese
- 1980 - Javier Baraja, allenatore di calcio e ex calciatore spagnolo
- 1980 - Marco Bassetti, doppiatore italiano
- 1980 - David Desrosiers, bassista canadese
- 1980 - Perdita Felicien, ex ostacolista canadese
- 1980 - Janne Ferm, copilota di rally finlandese
- 1980 - Selene Gandini, attrice e conduttrice televisiva italiana
- 1980 - Tom Reidar Haraldsen, ex calciatore norvegese
- 1980 - Jonathan Johansson, cantante svedese
- 1980 - William Levy, attore e ex modello cubano
- 1980 - Nicolas Marin, ex calciatore francese
- 1980 - Agata Nowacka, ex cestista polacca
- 1980 - Michael Raelert, triatleta tedesco
- 1980 - Didier Samoun, giocatore di beach soccer francese
- 1980 - Tomáš Sedláček, calciatore ceco
- 1980 - Chris Simms, ex giocatore di football americano statunitense
- 1980 - Ia Sukhit'ashvili, attrice georgiana
- 1980 - Axel Temataua, calciatore francese
- 1980 - Joey Thomas, giocatore di football americano statunitense
- 1980 - Panagiōtīs Trisokkas, ex cestista cipriota
- 1980 - Nicholas Tse, cantante, attore e musicista cinese
- 1980 - Corina Ungureanu, ex ginnasta romena
- 1980 - David West, ex cestista statunitense
- 1981 - Ahmad Hassan Abdullah, mezzofondista keniota
- 1981 - Lanny Barby, ex attrice pornografica canadese
- 1981 - Danielle Browning, ex velocista giamaicana
- 1981 - Brian Chesky, imprenditore e designer statunitense
- 1981 - Émilie Dequenne, attrice belga († 2025)
- 1981 - Valeria Di Napoli, scrittrice e sceneggiatrice italiana
- 1981 - Hugues Duboscq, ex nuotatore francese
- 1981 - Horacio Erpen, ex calciatore argentino
- 1981 - Emily Hampshire, attrice e doppiatrice canadese
- 1981 - Branislav Obžera, ex calciatore slovacco
- 1981 - Barbara Petrillo, ballerina, attrice e showgirl italiana
- 1981 - Siarhei Rutenka, ex pallamanista bielorusso
- 1981 - Jay Ryan, attore neozelandese
- 1981 - Angela Stone, attrice pornografica statunitense († 2019)
- 1981 - Brandon Trost, direttore della fotografia, effettista e regista statunitense
- 1981 - Zeng Shaoxuan, ex tennista cinese
- 1982 - Kamel Al-Mousa, ex calciatore saudita
- 1982 - Talita Antunes, giocatrice di beach volley brasiliana
- 1982 - Wilman Conde, ex calciatore colombiano
- 1982 - Carlos Delfino, cestista argentino
- 1982 - Yakhouba Diawara, ex cestista francese
- 1982 - Vincent Enyeama, ex calciatore nigeriano
- 1982 - Maria Feichter, ex slittinista italiana
- 1982 - Echo Kellum, attore statunitense
- 1982 - A+, rapper statunitense
- 1982 - Michael Phillips, rugbista a 15 britannico
- 1982 - Marina Aleksandrova, attrice russa
- 1982 - Mathías Riquero, ex calciatore uruguaiano
- 1982 - Predrag Sikimić, ex calciatore serbo
- 1982 - Matteo Villani, siepista italiano
- 1983 - Saadet Aksoy, attrice turca
- 1983 - Timothy Bradley, ex pugile statunitense
- 1983 - Sander Duits, allenatore di calcio e ex calciatore olandese
- 1983 - Kim Song-chol, ex calciatore nordcoreano
- 1983 - Rui Komatsu, ex calciatore giapponese
- 1983 - Jennifer Landon, attrice statunitense
- 1983 - Giordano Mattera, pallavolista italiano
- 1983 - Georgina Mollo, attrice argentina
- 1983 - Steve Morison, allenatore di calcio e ex calciatore gallese
- 1983 - Antti Niemi, hockeista su ghiaccio finlandese
- 1983 - Carlos Powell, cestista statunitense
- 1983 - Xabier Prieto, ex calciatore spagnolo
- 1983 - Anthony Recker, giocatore di baseball statunitense
- 1983 - Leon Washington, giocatore di football americano statunitense
- 1984 - Gilles Augustin Binya, ex calciatore camerunese
- 1984 - Christian Lell, ex calciatore tedesco
- 1984 - Helge Meeuw, ex nuotatore tedesco
- 1984 - Saúl Olmo, giocatore di calcio a 5 spagnolo
- 1984 - Karolina Piotrkiewicz, ex cestista polacca
- 1984 - Karim Soltani, ex calciatore francese
- 1984 - Yūta Yoneyama, pallavolista giapponese
- 1985 - Alexander Artemev, ginnasta statunitense
- 1985 - Washington Arubi, calciatore zimbabwese
- 1985 - Colin Brown, giocatore di football americano statunitense
- 1985 - Jazmine Fenlator-Victorian, bobbista statunitense
- 1985 - Maria Giulia Forni, ex cestista e arbitro di pallacanestro italiana
- 1985 - Kanari Hamaguchi, ex pallavolista giapponese
- 1985 - Tomáš Huber, calciatore ceco
- 1985 - Rodrigo Íñigo, allenatore di calcio e ex calciatore messicano
- 1985 - Gonzalo Jara, ex calciatore cileno
- 1985 - Winston Kalengo, ex calciatore zambiano
- 1985 - Ol'ga Kužela, sincronetta russa
- 1985 - Jeffrey Licon, attore statunitense
- 1985 - Monica Ravetta, ex pallavolista italiana
- 1986 - Andrey Amador, ex ciclista su strada costaricano
- 1986 - Nicolae Calancea, ex calciatore moldavo
- 1986 - Lauren Collins, attrice canadese
- 1986 - Mirga Gražinytė-Tyla, direttrice d'orchestra lituana
- 1986 - Jaka Ihbeisheh, ex calciatore palestinese
- 1986 - Hajime Isayama, fumettista giapponese
- 1986 - Luis Alfredo López, calciatore honduregno
- 1986 - Lea Michele, attrice, cantante e ballerina statunitense
- 1986 - Michael Mohan, regista e sceneggiatore statunitense
- 1986 - Alex Ruoff, ex cestista e allenatore di pallacanestro statunitense
- 1986 - Vanessa Vélez, ex pallavolista portoricana
- 1987 - Sjarhej Balanovič, calciatore bielorusso
- 1987 - Michal Baťka, cestista slovacco
- 1987 - Conor Chinn, ex calciatore statunitense
- 1987 - Francesca Romana D'Antuono, politica italiana
- 1987 - Tony Kane, calciatore nordirlandese
- 1987 - Kieran Kentish, ex calciatore anguillano
- 1987 - Rudy Mbemba, ex cestista svedese
- 1987 - Marko Podraščanin, pallavolista serbo
- 1987 - Nikola Rak, calciatore croato
- 1987 - Rodolfo Salinas, ex calciatore messicano
- 1988 - Harry Aikines-Aryeetey, velocista britannico
- 1988 - Ivan Fedorov, politico ucraino
- 1988 - Giancarlo Ferrero, cestista italiano
- 1988 - Aka Akasaka, fumettista giapponese
- 1988 - Carys Hawkins, ex calciatrice e avvocato australiana
- 1988 - Heberty Fernandes de Andrade, calciatore brasiliano
- 1988 - Agim Ibraimi, ex calciatore macedone
- 1988 - Bartosz Kurek, pallavolista polacco
- 1988 - Charlton Nyirenda, ex nuotatore malawiano
- 1988 - Yasser Núñez, ex nuotatore nicaraguense
- 1988 - Tino Paasche, bobbista e ex velocista tedesco
- 1988 - Mladen Popović, ex calciatore serbo
- 1988 - Artem Putivcev, calciatore ucraino
- 1988 - Anel Radmilović, giocatore di calcio a 5 bosniaco
- 1988 - Ivan Radovanović, allenatore di calcio e ex calciatore serbo
- 1988 - Ferry de Regt, ex calciatore olandese
- 1988 - Myrthe Schoot, pallavolista olandese
- 1988 - João Traquina, calciatore portoghese
- 1988 - Maksim Votinov, ex calciatore russo
- 1989 - Patrik Auda, cestista ceco
- 1989 - Andreas Christen, calciatore liechtensteinese
- 1989 - Cédric D'Ulivo, calciatore francese
- 1989 - Fredrik Gulsvik, calciatore norvegese
- 1989 - Jordan Henriquez, ex cestista statunitense
- 1989 - Vojtěch Hruban, cestista ceco
- 1989 - César Lolohéa, calciatore francese
- 1989 - Nicole Romeo, ex cestista australiana
- 1989 - Ronnie Schwartz, calciatore danese
- 1989 - Ivan Sesar, ex calciatore bosniaco
- 1989 - Su Bingtian, velocista cinese
- 1989 - Branislav Trajković, calciatore serbo
- 1989 - Florian Trmal, ex cestista austriaco
- 1989 - Jarius Wynn, giocatore di football americano statunitense
- 1990 - Patrick van Aanholt, calciatore olandese
- 1990 - Nicole Anderson, attrice statunitense
- 1990 - Kieran Brookes, rugbista a 15 britannico
- 1990 - Mamadu Candé, calciatore guineense
- 1990 - Stivi Frashëri, calciatore albanese
- 1990 - Chelsey Gullickson, tennista statunitense
- 1990 - Daniel Gustavsson, ex calciatore svedese
- 1990 - Erika Harlacher, doppiatrice statunitense
- 1990 - Tobias Holmen Johansen, ex calciatore norvegese
- 1990 - Jakub Kosecki, calciatore polacco
- 1990 - Youssouf M'Changama, calciatore francese
- 1990 - Laura Ashley Samuels, attrice statunitense
- 1990 - Chris Taylor, giocatore di baseball statunitense
- 1990 - Manuel Vicentini, calciatore argentino
- 1991 - Khalid Butti, calciatore emiratino
- 1991 - Mohammed Aoulad, ex calciatore belga
- 1991 - Néstor Araujo, calciatore messicano
- 1991 - Thomas Bormolini, ex biatleta italiano
- 1991 - Gabriel Compagnucci, calciatore argentino
- 1991 - Deorro, disc jockey e produttore discografico statunitense
- 1991 - Joshua Gatt, calciatore statunitense
- 1991 - Pierre Jackson, cestista statunitense
- 1991 - August Jensen, ex ciclista su strada norvegese
- 1991 - Sara Lucci, calciatrice italiana
- 1991 - Francisco Meza, calciatore colombiano
- 1991 - Youness Mokhtar, calciatore olandese
- 1991 - Michael Omoh, calciatore nigeriano
- 1991 - Nayo Raincock-Ekunwe, ex cestista canadese
- 1991 - Stian Ringstad, calciatore norvegese
- 1991 - Deshaun Thomas, ex cestista statunitense
- 1991 - Spencer Turrin, canottiere australiano
- 1991 - Brandon Ubel, ex cestista statunitense
- 1992 - Da Uzi, rapper francese
- 1992 - Max Hauke, fondista austriaco
- 1992 - Akeem King, giocatore di football americano statunitense
- 1992 - Oliver Minatel, ex calciatore brasiliano
- 1992 - Kenny Otigba, calciatore nigeriano
- 1992 - Alberto Paleari, calciatore italiano
- 1992 - Logi Pedro, rapper e produttore discografico islandese
- 1992 - Damarious Randall, ex giocatore di football americano statunitense
- 1992 - Annu Rani, giavellottista indiana
- 1992 - Elena Rivera, attrice spagnola
- 1992 - Noah Syndergaard, giocatore di baseball statunitense
- 1992 - Dan Trist, cestista australiano
- 1992 - Yago Fernando da Silva, ex calciatore brasiliano
- 1993 - Gianluca Carpani, calciatore italiano
- 1993 - Cristiano da Silva Leite, calciatore brasiliano
- 1993 - Lucas Cruikshank, attore statunitense
- 1993 - Ališer Džalilov, calciatore russo
- 1993 - Yoav Gerafi, calciatore israeliano
- 1993 - Kalindi, calciatore brasiliano († 2022)
- 1993 - Jacopo Mosca, ciclista su strada italiano
- 1993 - Liam Payne, cantante britannico († 2024)
- 1993 - Mateusz Ponitka, cestista polacco
- 1993 - Jubal, calciatore brasiliano
- 1993 - María Schlegel, pallavolista spagnola
- 1993 - Frederic Vystavel, canottiere svedese
- 1993 - Yūya Yamagishi, calciatore giapponese
- 1994 - Ysaline Bonaventure, ex tennista belga
- 1994 - Gabriele Detti, nuotatore italiano
- 1994 - Elliott Edmondson, copilota di rally britannico
- 1994 - Amanda Fondell, cantante svedese
- 1994 - Eduardo Franco, attore e comico statunitense
- 1994 - Johanna Heldin, giocatrice di curling svedese
- 1994 - Miro Kovačić, calciatore croato
- 1994 - Raphaël Pujol-Siwane, triatleta marocchino
- 1994 - Amelia Racea, ex ginnasta rumena
- 1994 - Kenny Prince Redondo, calciatore tedesco
- 1994 - Fabian Schubert, calciatore austriaco
- 1994 - Julian Weber, giavellottista tedesco
- 1994 - Michael Yome, calciatore gibilterriano
- 1994 - Rodolfo Filemon, calciatore brasiliano
- 1995 - Paris Bass, cestista statunitense
- 1995 - Rasul Douglas, giocatore di football americano statunitense
- 1995 - Dániel Gera, calciatore ungherese
- 1995 - Vladislav Kamilov, calciatore russo
- 1995 - Ryūta Koike, calciatore giapponese
- 1995 - Filip Krovinović, calciatore croato
- 1995 - Ėmina Malagič, pattinatrice di short track russa
- 1995 - Pasquale Morelli, giocatore di football americano italiano
- 1995 - Kartal Özmızrak, cestista turco
- 1995 - Rafał Szymura, pallavolista polacco
- 1996 - Juan Felipe Aguirre, calciatore colombiano
- 1996 - Dorian Babunski, calciatore macedone
- 1996 - Dempsey Bryk, attore statunitense
- 1996 - Julian Cash, tennista britannico
- 1996 - Panagiōtīs Delīgiannidīs, calciatore greco
- 1996 - Anastasios Dōnīs, calciatore greco
- 1996 - Joseph Efford, calciatore statunitense
- 1996 - Alejandro Fuenmayor, calciatore venezuelano
- 1996 - Marta Calvo Gómez, taekwondoka spagnola
- 1996 - Chris Mueller, calciatore statunitense
- 1996 - Daryll Neita, velocista britannica
- 1996 - Jeremy Reaves, giocatore di football americano statunitense
- 1996 - Zvonimir Šarlija, calciatore croato
- 1996 - Lete Richard Jean-Caliste Tape, calciatore ivoriano
- 1996 - Taylor Tashima, pallavolista statunitense
- 1997 - Francesca Cusinatti, artista marziale italiana
- 1997 - Ravanelli Ferreira dos Santos, calciatore brasiliano
- 1997 - Adam Hague, astista britannico
- 1997 - Hugo Ferreira de Farias, calciatore brasiliano
- 1997 - Maarten Hurkmans, canottiere olandese
- 1997 - Gédéon Kalulu, calciatore congolese (Repubblica Democratica del Congo)
- 1997 - Ainsley Maitland-Niles, calciatore inglese
- 1997 - Vladimer Mamuchashvili, calciatore georgiano
- 1997 - David Okereke, calciatore nigeriano
- 1997 - Jacob Ouro Ortmark, calciatore svedese
- 1997 - Saúl Salcedo, calciatore paraguaiano
- 1997 - Deian Sorescu, calciatore rumeno
- 1997 - Okiana Valle, pallavolista portoricana
- 1997 - Polimá Westcoast, cantante e rapper cileno
- 1998 - Eris Abedini, calciatore kosovaro
- 1998 - Bilal Boutobba, calciatore francese
- 1998 - Simon Carr, ciclista su strada britannico
- 1998 - Bizarrap, produttore discografico e disc jockey argentino
- 1998 - Simão Júnior, calciatore portoghese
- 1998 - Aleksandar Kovacevic, tennista statunitense
- 1998 - Alexander Martino, cestista svizzero
- 1998 - Mateo Montenegro, calciatore argentino
- 1998 - Patrick Nwadike, calciatore svedese
- 1998 - Daeqwon Plowden, cestista statunitense
- 1998 - Giulio Pranno, attore italiano
- 1998 - Karla Prodan, judoka croata
- 1998 - Guga, calciatore brasiliano
- 1998 - Kojiro Shiga, lottatore giapponese
- 1998 - Miguel Tavares, calciatore portoghese
- 1998 - Enzo Ybañez, calciatore argentino
- 1999 - Luciano Juba, calciatore brasiliano
- 1999 - Giorgi Chakvetadze, calciatore georgiano
- 1999 - Lorik Emini, calciatore kosovaro
- 1999 - Gabriel Lacerda, calciatore brasiliano
- 1999 - Masaki Murata, calciatore giapponese
- 1999 - Alexandru Mățan, calciatore rumeno
- 1999 - Jana Narižna, nuotatrice artistica ucraina
- 1999 - Veljko Nikolić, calciatore serbo
- 1999 - Igor' Sluev, snowboarder russo
- 1999 - Ihmir Smith-Marsette, giocatore di football americano statunitense
- 1999 - Eddy Sylvestre, calciatore francese
- 1999 - Vlada Tacenko, tuffatrice ucraina
- 2000 - Nikita Afanas'ev, scacchista russo
- 2000 - Gabriel Barès, calciatore svizzero
- 2000 - Carolyn Rayna Buckle, nuotatrice artistica singaporiana
- 2000 - Mario Gila, calciatore spagnolo
- 2000 - Julia Grosso, calciatrice canadese
- 2000 - Nikoleta Jíchová, ostacolista e velocista ceca
- 2000 - Yuri Solcà, cestista svizzero
- 2000 - Agustín Sosa, calciatore argentino

## XXI secolo(23)
- 2001 - Luca Bernardi, pilota motociclistico sammarinese
- 2001 - Clarisse Brèche, sciatrice alpina francese
- 2001 - Zach Frazier, giocatore di football americano statunitense
- 2001 - Santi García, calciatore spagnolo
- 2001 - Aleksandar Vasiljević, calciatore serbo
- 2001 - Jelle Vermoote, ciclista su strada e ciclocrossista belga
- 2002 - Rhasidat Adeleke, velocista irlandese
- 2002 - Connor Barron, calciatore scozzese
- 2002 - Destiny Chukunyere, cantante maltese
- 2002 - Tormod Frostad, sciatore freestyle norvegese
- 2002 - Michela Giordano, calciatrice italiana
- 2002 - Philip Hoffmann, sciatore alpino austriaco
- 2002 - Will Shipley, giocatore di football americano statunitense
- 2003 - Diogo Batista, calciatore brasiliano
- 2003 - Ömer Faruk Beyaz, calciatore turco
- 2003 - Gábor Vas, calciatore ungherese
- 2004 - Moka Fujii, nuotatrice artistica giapponese
- 2004 - Madiou Keita, calciatore guineano
- 2004 - Orri Óskarsson, calciatore islandese
- 2005 - Agustín Albarracín, calciatore uruguaiano
- 2005 - Mamadou Sarr, calciatore francese
- 2006 - Bahereba Guirassy, calciatore francese
- 2006 - Nhoa Sangui, calciatore francese